# Nordiska jordbruksforskares förening
Nordiska jordbruksforskares förening (NJF) är en intresseförening bildad 1918 på förslag av Anders Elofson och omfattade från början jordbruksforskare från Sverige, Norge, Danmark och Finland, senare har även Island tillkommit.
Varje land bildar en avdelning och arbetet bedrivs i sektioner. Organ för föreningen är Nordisk Jordbrugsforskning samt tillsammans med Skogs- och Lantbruksakademien Acta Agriculturæ Scandinavica. Kongress och generalförsamling hålls växelvis i de olika länderna vart fjärde år.